# Пеницилл распростёртый
Пеници́лл (пеници́ллий) распростёртый (лат. Penicíllium expánsum) — вид несовершенных грибов (телеоморфная стадия неизвестна), относящийся к роду Пеницилл (Penicillium). Типовой вид рода.
Часто поражает яблоки и груши, реже выделяется с других растительных субстратов.

## Описание
Колонии на агаре Чапека быстрорастущие, бархатистые или хлопьевидные, реже пучковатые, с белым мицелием. Спороношение среднеобильное, сине-зелёное до жёлто-зелёного. Экссудат обычно отсутствует, реже присутствует, бесцветный или коричневатый. Водорастворимый пигмент, выделяемый в среду, и реверс колоний кремовый, оранжево-коричневый до тёмно-коричневого, либо же водорастворимый пигмент отсутствует, реверс беловатый. Запах имеется, сильный, несколько фруктовый.
Колонии на агаре с солодовым экстрактом плоские, бархатистые до коремиеобразующих, часто без воздушного мицелия, нередко с более выраженным сероватым оттенком спороношения, чем на среде Чапека.
Конидиеносцы трёхъярусные, иногда — 2—4-ярусные, гладкостенные, в нижней части иногда шероховатые, 200—500 мкм длиной и 3—4 мкм толщиной. Метулы цилиндрические, прижатые, 11—15×3—4 мкм. Фиалиды в сжатых пучках по 5—8, цилиндрические, на конце с отчётливо выраженной шейкой, 8—11×2,5—3,2 мкм. Конидии эллиптические до почти шаровидных, гладкостенные, 3—3,5×2,5—3 мкм, в длинных неправильных цепях.

### Отличия от близких видов
Обычно легко определяется по тёмно-зелёной окраске спороношения, способности образовывать коремии, гладким конидиеносцам и наличию жёлто-коричневого растворимого пигмента. Отличается от Penicillium crustosum неспособностью образовывать колонии с корковой текстурой. Penicillium marinum растёт намного медленнее, встречается на морских водорослях.

## Экология и значение
Слабый неспецифичный фитопатоген. Классический субстрат — плоды яблони и груши; несколько реже выделяется с других плодов и растений — земляники, томатов, авокадо, манго, винограда, лука, моркови, капусты, с различных пищевых продуктов (в том числе мяса, сыра, маргарина).
Продуцент токсинов патулина и цитринина, а также рокфортина C, коммунезинов и хетоглобозина C. Патулин встречается в яблочном соке при использовании гниющих яблок для его приготовления.

## Таксономия
Penicillium expansum Link, Mag. Ges. Naturf. Fr. Berl. 3(1): 17 (1809).

### Синонимы
- Coremium vulgare Corda, 1839
- Penicillium aurantiovirens Biourge, 1923
- Penicillium crustaceum var. coremium Fr., 1821
- Penicillium elongatum Dierckx, 1901
- Penicillium juglandis Weid., 1907
- Penicillium malivorum Cif., 1924
- Penicillium plumiferum Demelius, 1923
- Penicillium resticulosum Birkinshaw et al., 1942
- Penicillium variabile Wehmer, 1913, nom. illeg.